# Cầu thủ xuất sắc nhất năm 2003 của FIFA
Giải thưởng Cầu thủ xuất sắc nhất năm 2004 của FIFA được trao cho cầu thủ Zinedine Zidane. Đây cũng là lần thứ 3 anh vinh dự nhận giải thưởng này.

## Kết quả
| Xếp hạng | Cầu thủ             | Điểm | Câu lạc bộ        |
| -------- | ------------------- | ---- | ----------------- |
| 1        | Zinedine Zidane     | 264  | Real Madrid       |
| 2        | Thierry Henry       | 186  | Arsenal F.C.      |
| 3        | Ronaldo             | 176  | Real Madrid       |
| 4        | Pavel Nedvěd        | 158  | Juventus          |
| 5        | Roberto Carlos      | 105  | Real Madrid       |
| 6        | Ruud van Nistelrooy | 86   | Manchester United |
| 7        | David Beckham       | 74   | Real Madrid       |
| 8        | Raúl                | 39   | Real Madrid       |
| 9        | Paolo Maldini       | 37   | AC Milan          |
| 10       | Andriy Shevchenko   | 26   | AC Milan          |